# 烏瓦區

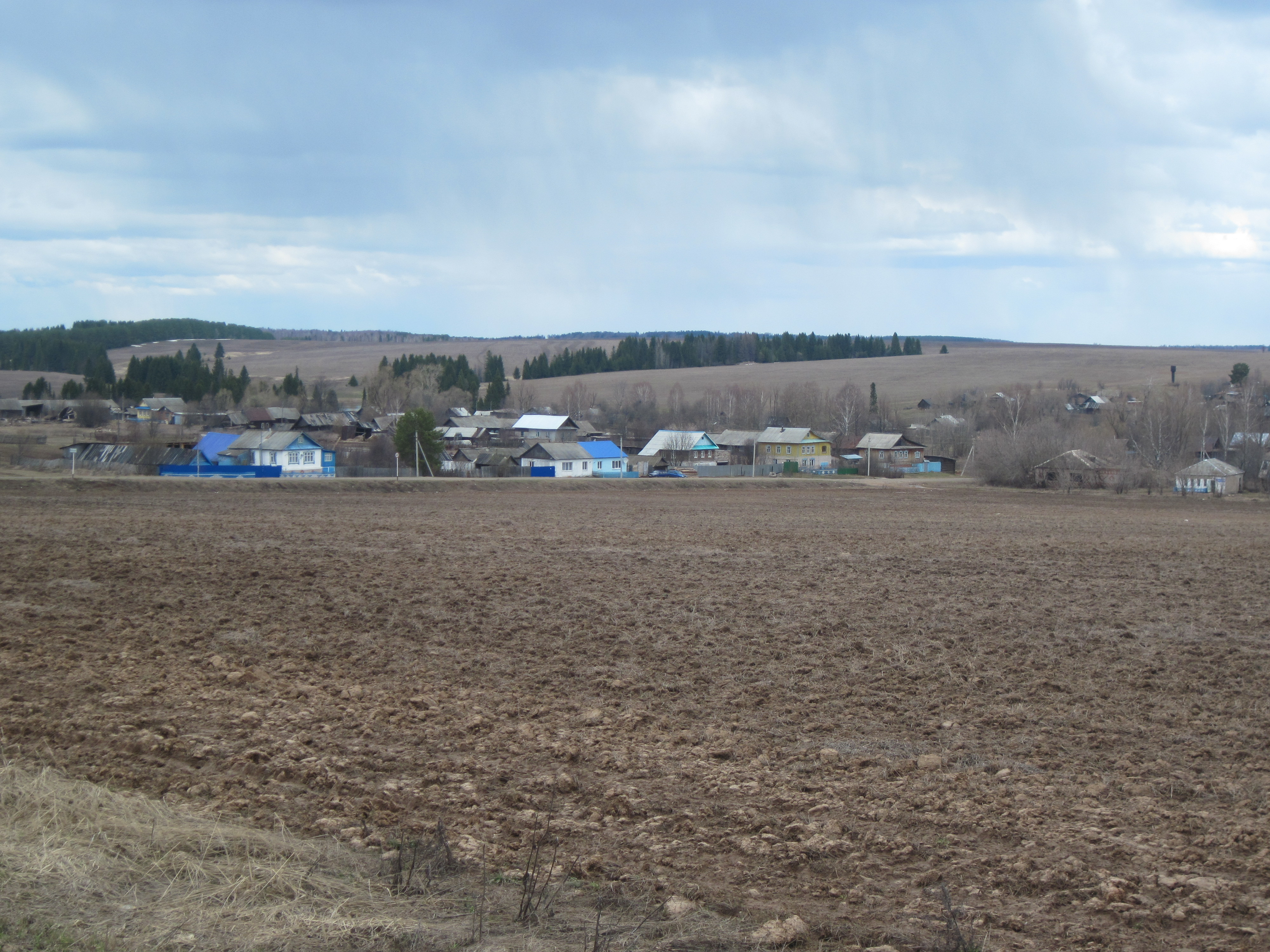

56°57′58″N 51°44′31″E / 56.966°N 51.742°E
烏瓦區（俄语：Увинский район），是俄羅斯的一個區，位於該國西南部，由烏德穆爾特共和國負責管轄，面積2,445.4平方公里，2010年人口39,671，人口密度每平方公里16.22人。